# Germaine Lelièvre
Germaine Le Lièvre, née le 2 avril 1911 à Paris, morte le 17 août 1945 à Lardy en Seine-et-Oise, est une résistante française. 
Sous l'Occupation, elle réorganise des syndicats, mène des manifestations de protestation, est la créatrice et responsable de groupes de femmes résistantes dans sept départements du nord et de l'est, puis dans huit départements de l'ouest, notamment en Bretagne. Elle y est responsable de l'interrégionale femmes pour les FTPF, lance des journaux clandestins et des manifestations patriotiques, organise le ravitaillement des réfractaires au STO et des résistants. Arrêtée, déportée à Ravensbrück, elle meurt après son rapatriement, des suites de sa déportation.

## Biographie
Germaine Le Lièvre naît le 2 avril 1911 à Paris dans le 14e arrondissement.
Employée au Bazar de l'Hôtel de Ville où elle est mécanographe, Germaine Lelièvre se mobilise devant la montée des périls. Elle crée en 1938 une section du Comité mondial contre la guerre et le fascisme.
Dans la suite de cet engagement, elle entre dans la Résistance dès le début de l'Occupation. Elle réorganise des syndicats et met en place des comités féminins de protestation ; à la tête de plus de mille femmes elle mène l'attaque contre une entreprise commerciale ravitaillant l'armée d'occupation, rue Daguerre dans le 14e arrondissement de Paris, permettant l'approvisionnement dans les stocks réservés aux Allemands.
Sous le pseudonyme d'« Yvette », elle devient dirigeante provinciale des « Femmes Patriotes ». Elle établit les liaisons dans la zone Nord et organise des groupes féminins dans les Vosges, la Haute-Saône, le Doubs, la Haute-Marne, la Meuse, la Meurthe-et-Moselle et le Territoire de Belfort.
Elle participe aussi à l'activité de presse clandestine, rédigeant et diffusant les journaux clandestins à contenu patriotique,. Elle y encourage les femmes à conseiller à leur mari de refuser de travailler pour les Allemands et de plutôt rejoindre le maquis.
Germaine Lelièvre est ensuite envoyée en Bretagne et dans l'Ouest pour y continuer la lutte, sous son nouveau pseudonyme de « Danielle » elle y mobilise également les femmes pour participer à la résistance,. Elle s'occupe des départements du Morbihan, des Côtes-du-Nord, de l'Ille-et-Vilaine, de la Manche, de la Sarthe, de l'Orne, de la Mayenne et de la Loire-Inférieure. Elle lance les journaux clandestins Marraines bretonnes et Patriotes bretonnes, organise le ravitaillement pour les réfractaires au STO et pour les FTPF de Bretagne. 
Responsable de l'inter-régionale féminine de l'Ouest, elle effectue les liaisons avec l'état-major parisien des FTP et en rapporte subsides, armes de poing et faux papiers pour les maquis en Bretagne. Pour le 11 novembre 1943, elle organise et suscite des manifestations patriotiques dans plusieurs villes, notamment à Dinard, Fougères et Pontivy, avec commémorations aux monuments aux morts.
Après une action à Sablé contre les Allemands, elle est arrêtée au Mans le 31 janvier 1944 par la Gestapo ou par la police du régime de Vichy qui la remet ensuite entre les mains de la Gestapo. 
D'abord internée au Mans puis au fort de Romainville, elle est ensuite déportée au camp de Ravensbrück où elle arrive le 18 mai. Elle est ensuite transférée au camp de concentration de Flossenbürg, affectée au kommando Zwodau formé de femmes forcées à travailler pour Siemens. Lorsque l'Armée rouge approche, les déportés entendent leurs canons, les Allemands s'enfuient en se servant des déportés comme bouclier humain. Ils les forcent à avancer dans une longue marche vers l'ouest, les battant et les harcelant. Au bout de 35 km de marche forcée, Germaine Lelièvre tombe sous les coups et la fatigue, elle est laissée pour morte. Elle est sauvée par les soldats de l'Armée rouge, qui la ramassent décharnée et sanguinolente. L'armée française la récupère et la rapatrie en France ; hospitalisée à Paris, à l'hôpital Bichat, elle ne peut être sauvée et meurt deux mois plus tard, le 17 août 1945 à Lardy en Seine-et-Oise.

## Hommages
Une plaque commémorative en son honneur est apposée à Lardy dans l'Essonne. Une rue porte son nom dans la même ville.

## Décoration
- Médaille de la Résistance française à titre posthume (décret du 6 novembre 1962)[6]